# Clubiona peculiaris
Clubiona peculiaris este o specie de păianjeni din genul Clubiona, familia Clubionidae, descrisă de L. Koch, 1873. Conform Catalogue of Life specia Clubiona peculiaris nu are subspecii cunoscute.